# Пшонка, Виктор Павлович
Ви́ктор Па́влович Пшо́нка (укр. Віктор Павлович Пшонка; род. 6 февраля 1954, село Сергеевка, Славянский район, Сталинская область, УССР, СССР) — украинский политик. Генеральный прокурор Украины (4 ноября 2010 — 22 февраля 2014), доктор юридических наук, член Международной ассоциации прокуроров, член Высшего совета юстиции Украины.
На суде в 2014 году вскрылось, что он уже давно гражданин России.

## Биография
Виктор Пшонка родился 6 февраля 1954 года в селе Сергеевке (Славянский район Сталинской области). После окончания школы был призван на военную службу в Советскую армию. Закончив службу в армии, устроился на работу на одном из предприятий в Донецкой области.
В 1975 году поступил в Харьковский юридический институт.
В 1980 году начал работать следователем в прокуратуре Краматорска в Донецкой области, позже — помощником прокурора города Краматорска.
С 1986 по 1997 год занимал должность прокурора Краматорска.
В 1997 году был назначен первым заместителем прокурора Донецкой области.
С 1998 по 2003 год работал в должности прокурора Донецкой области.
В ноябре 2003 года был назначен заместителем Генерального прокурора Украины. Отвечал за прокурорский надзор за соблюдением законности органами Министерства внутренних дел, Службы безопасности Украины, налоговой полиции и спецподразделениями по борьбе с организованной преступностью и коррупцией. Также отвечал за надзор за государственной таможней и пограничной службой.
В декабре 2004 года уволился с должности по собственному желанию, но в конце 2006 года вернулся в Генеральную прокуратуру Украины.
В ноябре 2010 года депутаты украинского парламента проголосовали (292 голоса «за») за назначение Виктора Пшонки Генеральным прокурором Украины.

### На посту генпрокурора
Виктор Пшонка принимал активное участие в консультациях и обсуждениях вопросов деятельности и усовершенствования механизмов работы прокуратуры с экспертами и представителями европейских и международных организаций, в частности ООН, Совета Европы, Венецианской комиссии и т. д., а также в обмене опытом работы с правоохранительными органами других стран.
Пшонка отмечал, что в условиях имплементации нового Уголовного процессуального кодекса (УПК) Украины, который вступил в силу в 2012 году, органы прокуратуры готовы к глубинным реформам. Он заявлял, что поддерживает гуманизацию и демократизацию уголовного правосудия на Украине, укрепление и соблюдение принципа верховенства закона в деятельности прокуратуры, а также развитие правовой системы Украины с учётом национальных особенностей государства и международного опыта.
В 2012 году, в соответствии с положениями нового УПК, Генеральная прокуратура Украины, возглавляемая Виктором Пшонкой, представила (ввела) Единый реестр досудебных расследований (компьютеризированная система, где регистрируются жалобы и заявления об уголовных правонарушениях на Украине), которая используется украинскими правоохранительными органами. ЕРДР делает невозможным сокрытие преступлений.
В ноябре 2012 года Всеукраинской конференцией сотрудников органов прокуратуры был принят Кодекс профессиональной этики и поведения. Виктор Пшонка описал этот документ как сборник высоких моральных и этических стандартов поведения сотрудников прокуратуры.
Ещё одним нововведением за время пребывания на должности Генерального прокурора Украины В. Пшонки является создание Днепровской экологической прокуратуры, главное задание которой заключается в надзоре за соблюдением природоохранных законов в отношении бассейна реки Днепр в пределах территории Украины.
22 февраля 2014 года, в переломный момент политического кризиса на Украине, Верховная рада огласила недоверие генпрокурору Виктору Пшонке, что согласно статье 122 украинской конституции влекло его отставку. За соответствующее постановление голосовали представители фракций ВО «Батькивщина», УДАР, ВО «Свобода» и большое количество внефракционных депутатов.

### Бегство с Украины
Вечером 22 февраля назначенный Верховной Радой исполняющий обязанности министра внутренних дел страны Арсен Аваков сообщил, что Пшонка и бывший министр сборов и доходов Александр Клименко попытались бежать в Россию, однако в аэропорту Донецка им запретили вылет за границу. Местонахождение бывших чиновников, как и Януковича, было неизвестно. 7 апреля в интернете появилось видео из аэропорта, на котором чиновники с помощью личной охраны смогли покинуть территорию аэропорта, за сопротивление пограничникам им грозит до шести лет тюрьмы.
В прессе появлялась информация, согласно которой экс-генпрокурору удалось перебраться в Россию. Спустя неделю после инцидента в аэропорту Пшонку якобы видели в московском ресторане в компании Януковича и экс-главы МВД Виталия Захарченко.
13 апреля 2014 года Виктор Пшонка вместе с Виталием Захарченко и бывшим президентом Украины Виктором Януковичем, выступили в Ростове-на-Дону. Пшонка, комментируя события на востоке Украины, заявил о «нарушении всех украинских законов».

### Уголовное преследование
28 февраля 2014 года Генеральная прокуратура Украины потребовала от МВД и СБУ в течение 10 дней задержать Виктора Пшонку как человека, подозреваемого в массовых убийствах активистов в центре Киева с 18 по 22 февраля.
23 апреля 2014 года Генпрокуратура Украины сообщила о возбуждении против Пшонки уголовные дела по факту завладения на протяжении 2010—2014 годов бюджетными средствами в особо крупных размерах, выделенных на строительство нового здания прокуратуры и получении неправомерной выгоды для себя и членов своей семьи за непривлечение лиц к установленной законом уголовной ответственности. По одному из дел подозреваемым проходит также его сын Артём. 28 апреля 2014 года Пшонка был объявлен в международный розыск.
18 августа Генпрокуратура открыла уголовное дело против Виктора и Артёма Пшонки по факту злоупотребления властью и служебным положением (статья 364 Уголовного кодекса) в части открытии ряда уголовных дел в отношении должностных лиц Агрофирмы Корнацких с целью завладения земельными участками. Позднее ещё одно уголовное производство было открыто по факту завладения и растраты средств акционерного общества Банк Первый на сумму 50 миллионов гривен.
16 декабря 2016 года Виктор Пшонка выступил в Дорогомиловском суде Москвы, который рассматривал иск депутата Верховной рады Украины Владимира Олейника о признании событий на Украине в 2014 году государственным переворотом. Бывший генпрокурор Украины заявил, что на президента Януковича было совершено покушение.

## Санкции
6 марта 2014 года Евросоюз и Канада объявили, что Виктор Пшонка и его сын Артём числятся в списках высокопоставленных украинских чиновников, против которых вводятся финансовые санкции против лиц привлечённых к уголовной ответственности в Украине за «хищение украинских государственных средств и их незаконное перемещение за пределы Украины».
30 мая Виктор и Артём Пшонка подали иск в Европейский суд в Люксембурге с требованием отменить санкции, введённые против них советом ЕС. В базе данных Европейского суда, в разделе информации о гражданстве истцов указано, что Виктор и Артём являются гражданами РФ. Осенью 2022 года Совет ЕС не стал продлевать ограничения против Пшонки, заявив, что срок их действия истек. 26 июля 2023 года Суд ЕС отменил решение о санкционных ограничениях против Виктора Пшонки и его сына Артема, так как в его основу легли «недостаточно твердые факты».
В апреле 2021 года президент Украины Владимир Зеленский подписал указ о введении санкций против ряда бывших украинских государственных деятелей, в том числе Пшонки.

## Дом Пшонки
24 февраля 2014 года Активисты Евромайдана проникли в особняк бывшего генерального прокурора Украины Виктора Пшонки в селе Гореничи Киево-Святошинского района. В опустевшем доме было найдено много предметов роскоши: иконы, вазы, в том числе портретов и картин — с президентом Виктором Януковичем и самим владельцем дома, а также его портрет в золотой раме в образе Цезаря. Украинская Правда так описывает место жительства чиновника: Внешне типичный дом с опрятными дорожками, клумбами и отделкой внутри оказался настоящим «казначейством», где хранятся сотни ювелирных изделий, древних икон, Евангелий, мощей Святых, ценных произведений искусства, коллекций холодного оружия, многочисленных наград. Некоторые из предметов роскоши были переданы в Национальный музей Украины. Позднее дом был разграблен неизвестными мародёрами.

## Членство
- Член Международной ассоциации прокуроров
- Член Коллегии Генеральной прокуратуры Украины
- Член Высшего совета юстиции Украины
- Член Рабочей группы по реформированию прокуратуры и адвокатуры (с согласия), созданной Президентом Украины, с 22 ноября 2011 года
- Член Комитета по реформированию правоохранительных органов (с согласия) при Президенте Украины с 6 апреля 2012 года
- Член Рабочей группы по реформированию законодательства об административных правонарушениях и введении института уголовных проступков, созданной Президентом Украины, с 30 мая 2012 года[2][36]

## Награды
Указами Президента Украины, в связи с особыми достижениями по укреплению законности на Украине, В. Пшонка получил классный чин государственного советника юстиции Украины, звание «Заслуженный юрист Украины» и Орден «За заслуги» III ст. (2010).
В 2000 году был назван юристом года в номинации среди прокуроров.
В 2002 году был награждён Почетной грамотой Верховной Рады Украины.
Виктор Пшонка также награждён нагрудными знаками «Почетный работник прокуратуры Украины», «Государственность. Справедливость. Добросовестность» 2 степени.
Также получил «Благодарность за добросовестную службу в органах прокуратуры Украины» 1 степени; имеет отличия Украинской православной церкви Украины.
22 ноября 2024 года лишён государственных наград указом Президента Украины Владимира Зеленского в соответствии с решением Совета национальной безопасности и обороны о лишении государственных наград лиц, названных в документе «предателями Украины».

## Семья
- Супруга — Ольга Геннадьевна Пшонка[38] (род. 1962) — народный депутат от Партии регионов.
- Сын — Артём (род. 1976) — народный депутат Украины от Партии регионов. В июле 2015 года объявлен в розыск СБУ по статье о присвоении или растрате имущества путем злоупотребления служебным положением в особо крупных размерах или организованной группой[39].